# Konigort
Konigort – kolonia w województwie pomorskim, w powiecie chojnickim, w gminie Czersk. 
Miejscowość wchodzi w skład sołectwa Rytel.
W latach 1975–1998 miejscowość administracyjnie należała do województwa bydgoskiego.

## Historia
Według Słownika geograficznego Królestwa Polskiego z roku 1883, „Konigart” alias Konigort, to dawna osada wsi Kloni w ówczesnym powiecie chojnickim. Około roku 1883 było w osadzie 10 budynków, w tym  4 domy mieszkalne, mieszkańców 38. Podległa parafii w Czersku, szkoła i poczta w niedalekim Ryltu. Według tejże noty słownika, Konigort leży nad rzeką Brdą, pół mili od stacji kolei żelaznej w Rytlu, w okolicy lesistej i piaszczystej.